# It’s All Too Much
«It’s All Too Much» (с англ. — «Всё это слишком») — песня The Beatles, впервые вышедшая в 1969 году в альбоме-саундтреке к мультфильму «Жёлтая подводная лодка». Написана и исполнена Джорджем Харрисоном.
Изначально The Beatles записали песню в 1967 году, незадолго до выхода альбома Sgt. Pepper’s Lonely Hearts Club Band. Битлы планировали включить композицию в свой следующий альбом Magical Mystery Tour, но этого так и не случилось.
Песня была записана в De Lane Lea Studios, 129 Кингсуэй, что делает её одним из немногих треков, не записанных в студии «Эбби Роуд». Харрисон и Леннон сыграли на гитарах. Харрисон также сыграл на органе. Наряду с ранним хитом «I Feel Fine», в этой композиции использовался фидбэк. Рабочим названием песни было «Too Much».
Песня состоит из фрагментов, взятых из других композиций. Например, строка «With your long blonde hair and your eyes of blue» была заимствована из песни группы The Merseybeats «Sorrow».